# Маккью, Патрик
Патрик Алоизиус Маккью (англ. Patrick Aloysius McCue; 24 июня 1883 — 10 сентября 1962) — австралийский регбист и игрок в регбилиг, чемпион летних Олимпийских игр 1908 года. Его младшим братом был Джим Маккью, в 1911—1919 годах — игрок в регбилиг в составе клуба «Ньютаун».

## Биография

### Регбийная карьера
В регби-15 Маккью выступал за регбийный клуб «Ньютаун» на позиции лока. В составе сборной Австралии, капитаном которой был Герберт Моран участвовал в турне по Великобритании в 1908—1909 годах. Всего сыграл 4 матча за австралийскую сборную. Также Маккью выступал на летних Олимпийских играх 1908 года в Лондоне в составе команды Австралазии (представляла Австралию и Новую Зеландию): в составе команды Австралазии, которой и была регбийная сборная Австралии, завоевал титул олимпийского чемпиона в матче против Великобритании (победа 32:3, капитаном был Крис Маккиватт).

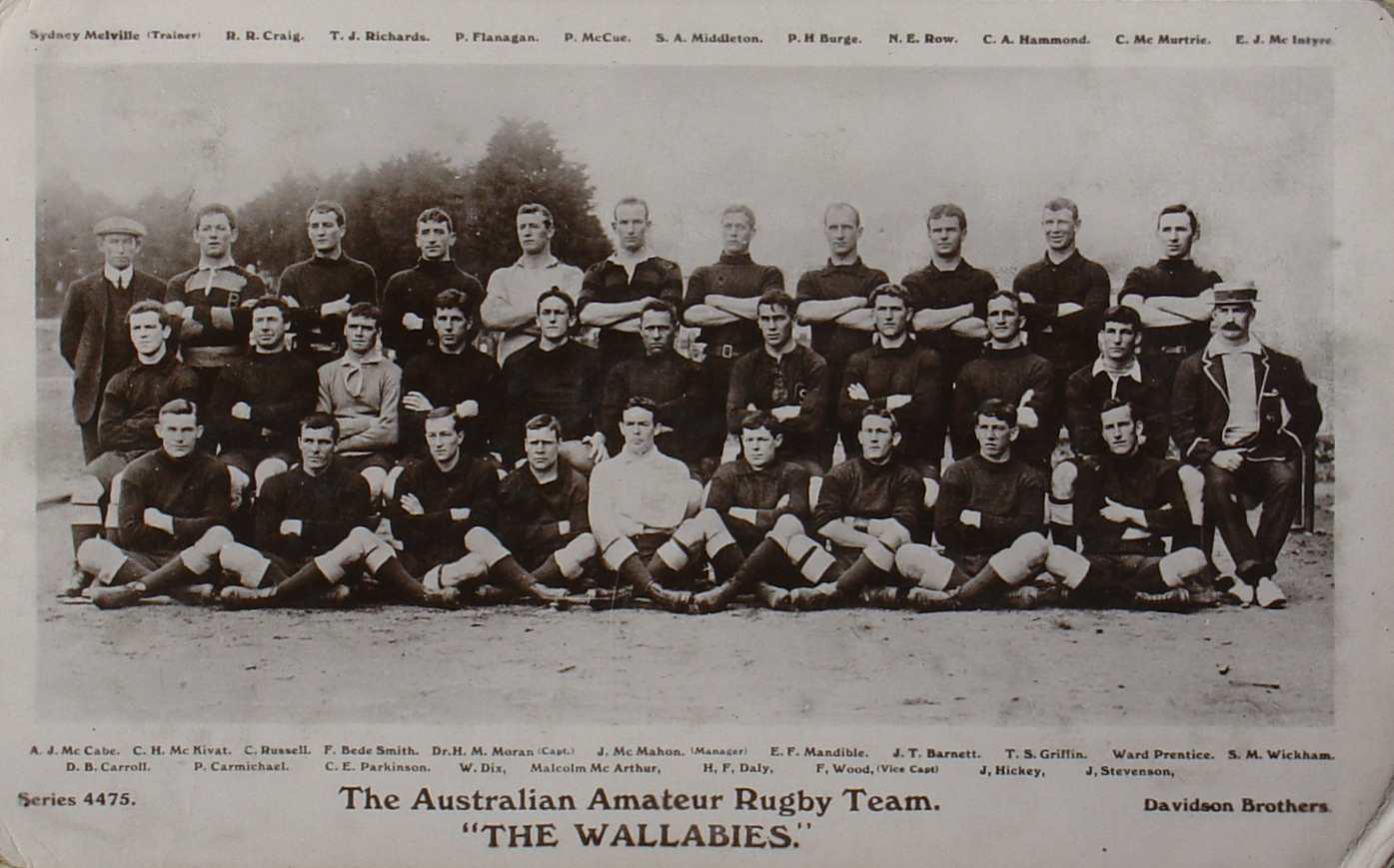
Сборная Австралии в турне 1908—1909 годов: Маккью в заднем ряду, 5-й слева

### Карьера в регбилиг
Вместе с 14 игроками олимпийской сборной Маккью после турне перешёл в регбилиг, имевший статус профессионального, вследствие чего Регбийный союз метрополии (англ. Metropolitan Rugby Union) запретил ему в дальнейшем участвовать в соревнованиях любителей. Маккью продолжил карьеру в регбилиг в составе сиднейского клуба «Ньютаун» с 1910 года: его одноклубниками стали Джон Барнетт и Чарльз Расселл. В 1910 году клуб выиграл чемпионат Нового Южного Уэльса: Маккью играл на позиции нападающего второй линии.
В 1911 году Маккью выступал за команду Нового Южного Уэльса. Он был капитаном этой сборной, которая играла против Новой Зеландии в турне 1912—1913 годов. В 1911—1912 годах он выступал за сборную Австралии по регбилиг, известную под прозвищем «Кенгуру», в рамках турне по Великобритании (в команду входили несколько новозеландцев, вследствие чего команда по сути была сборной Австралазии). Дебютную игру Маккью провёл в 1911 году в городе Ньюкасл-апон-Тайн, сыграв все три тест-матча и ещё 20 неофициальных матчей и занеся 7 попыток в туре. Последний матч провёл в 1914 году в рамках серии «Эшес».

### Тренерская карьера
Маккью провёл семь сезонов в «Ньютауне», также был помощником тренера регбилиг-клуба Сиднейского университета в 1920 году. В дальнейшем он вернулся в регби-15, став тренером клуба «Сидней Юнивёрсити» (команда Сиднейского университета): он работал тренером клуба в 1926, 1927, 1932, 1935, 1942, 1943 и 1944 годах. Маккью также был тренером клуба «Сент-Джордж» в 1930-е годы.
В 2008 году к 100-летию со дня зарождения регбилиг в Австралии Патрик Маккью попал в символическую сборную «Ньютаун Джетс» столетия, состоящую из 18 игроков.

## Комментарии
1. ↑  По данным ESPN — 24 июня[1]; по данным Olympedia — 1 июня[2]